# Europäische Güterrechtsverordnungen
Die Europäischen Güterrechtsverordnungen umfassen die Verordnung (EU) Nr. 2016/1103 und die Verordnung (EU) Nr. 2016/1104.
Die Verordnung (EU) Nr. 2016/1103 (EheGüVO) regelt den ehelichen Güterstand und die Verordnung (EU) Nr. 2016/1104 (PartGüVO) die güterrechtlichen Wirkungen eingetragener Partnerschaften. Beide Verordnungen der Europäischen Union sind inhaltlich fast gleichlautend und regeln grenzüberschreitende, gesetzliche und vertragliche Güterstands-Sachverhalte. Es handelt sich dabei rechtlich gesehen um eine Vereinheitlichung des Zivilverfahrensrechtes und des Kollisionsrechtes der teilnehmenden Unionsmitgliedstaaten.

## Ziel
Das Ziel der Europäischen Güterrechtsverordnungen ist es, den freien Personenverkehr innerhalb der Europäischen Union zu erleichtern. Dies sowohl bei aufrechter Ehe/Partnerschaft, als auch bei Trennung oder bei Tod eines Ehegatten/Partners.

## Rechtsakt-Splitting
Die Aufteilung der Rechtsakte in zwei verschiedene, inhaltlich sehr ähnliche, Verordnungen für verheiratete und nicht-verheiratete Partner beruht auf verschiedenen Gründen:
- nicht alle Unionsmitgliedstaaten kennen die eingetragene Partnerschaft als Rechtsinstitut,
- die eingetragene Partnerschaft selbst ist in den Unionsmitgliedstaaten höchst unterschiedlich (uneinheitlich) ausgestaltet.[3]

## Anwendung

### Räumlicher Anwendungsbereich
Beide unmittelbar geltenden Verordnungen sind nur für die Unionsmitgliedstaaten verbindlich, welche an der Verstärkten Zusammenarbeit (Artikel 20 EUV, Artikel 326 bis 334 AEUV) in diesem Bereich teilnehmen. Dies sind mit Stand 2019 folgende 18 Unionsmitgliedstaaten: Belgien, Bulgarien, Deutschland, Finnland, Frankreich, Griechenland, Italien, Kroatien, Luxemburg, Malta, Niederlande, Österreich, Portugal, Schweden, Slowenien, Spanien, Tschechien und Zypern. An der Verstärkten Zusammenarbeit nicht teilnehmende Unionsmitgliedstaaten werden wie Drittstaaten angesehen und wenden nur ihr eigenes nationales Recht an. Diese können sich jedoch jederzeit der Verstärkten Zusammenarbeit anschließen. Dabei können jedoch nur beide Verordnungen gemeinsam angenommen werden, um die Gleichbehandlung von Partnerschaften in der EU zu gewährleisten.
Die Form der Verstärkten Zusammenarbeit wurde gewählt, weil das nach Artikel 81 Abs. 3 AEUV ansonsten erforderliche Einstimmigkeitserfordernis des Rates nicht erreichbar gewesen wäre, da in einigen Unionsmitgliedstaaten die gleichgeschlechtliche Ehe bzw. Partnerschaft abgelehnt wird.

### Sachlicher Anwendungsbereich
Welche der beiden Verordnungen auf die „Ehe“ bzw. die „eingetragene Partnerschaft“ angewendet wird, ergibt sich grundsätzlich aus der Definition von „eingetragene Partnerschaft“ in der PartGüVO (Artikel 3 Abs. 1 lit. a PartGüVO). Es ist dies eine autonome und von den nationalen Bestimmungen unabhängige Definition, jedoch ergibt sich unter Umständen eine Definitionslücke, da der Begriff Ehe in der EheGüVO nicht eigens definiert wird und auch Ehen für gleichgeschlechtliche Partner in einigen Unionsmitgliedstaaten möglich sind.

### Rechtswahl
Die Ehegatten bzw. eingetragene Partner können vor, während und bei der Eheschließung/Verpartnerung sowie während der aufrechten Ehe/Partnerschaft das für sie maßgebliche Recht im Rahmen der Artikel 22 ff der Güterstands-Verordnungen selbst wählen, ändern oder aufheben. Grundsätzlich kann das Recht des Staates gewählt werden,
- in dem die Ehegatten bzw. Partner ihren gewöhnlichen Aufenthalt haben,
- dessen Staatsangehörigkeit einer der Ehegatten bzw. Partner hat.
- nach dessen Recht die eingetragene Partnerschaft begründet wurde.

Im Zweifel bzw. mangels einer Rechtswahlvereinbarung wird nach Artikel 26 der Europäischen Güterrechtsverordnung vorgegangen.

### Ausnahmen
Vom Anwendungsbereich der Güterrechts-Verordnungen ausgenommen sind nach Artikel 1 Abs. 2 der jeweiligen Verordnung:
1. die Rechts-, Geschäfts- und Handlungsfähigkeit der Ehegatten/Partner;
2. das Bestehen, die Gültigkeit oder die Anerkennung einer Ehe/Partnerschaft;
3. die Unterhaltspflichten;
4. die Rechtsnachfolge nach dem Tod eines Ehegatten/Partners;
5. die soziale Sicherheit;
6. die Berechtigung, Ansprüche auf Alters- oder Erwerbsunfähigkeitsrente, die während der Ehe/Partnerschaft erworben wurden und die während der Ehe/Partnerschaft zu keinem Renteneinkommen geführt haben, im Falle der Ehescheidung, der Trennung ohne Auflösung des Ehebands oder der Ungültigerklärung der Ehe bzw. der Partnerschaft zwischen den Ehegatten bzw. in all diesen Fällen auch Partnern zu übertragen oder anzupassen;
7. die Art der dinglichen Rechte an Vermögen und
8. jede Eintragung von Rechten an beweglichen oder unbeweglichen Vermögensgegenständen in ein Register, einschließlich der gesetzlichen Voraussetzungen für eine solche Eintragung, sowie die Wirkungen der Eintragung oder der fehlenden Eintragung solcher Rechte in ein Register.

## Inkrafttreten und Anwendbarkeit der Güterrechtsverordnungen
Die Verordnungen sind am 20. Tag nach ihrer Veröffentlichung im Amtsblatt der Europäischen Union in Kraft getreten (27. Juli 2016). Die Güterrechtsverordnungen sind auf Sachverhalte anzuwenden, die nach dem 29. Januar 2019 eingetreten sind.